# Rusaniw
Rusaniw (ukr. Русанів) – wieś na Ukrainie, w obwodzie kijowskim, w rejonie browarskim, w hromadzie Wełyka Dymerka. W 2001 liczyła 1685 mieszkańców, spośród których 1640 wskazało jako ojczysty język ukraiński, 40 rosyjski, 4 białoruski, a 1 inny.

## Urodzeni
- Witalij Romanenko